# Glenarvon
Glenarvon è un romanzo gotico di Lady Caroline Lamb, pubblicato anonimo nel 1816. Il personaggio che dà titolo al libro, Glenarvon, è un ritratto facilmente riconoscibile di Lord Byron, ex amante dell'autrice.

## Trama
Glenarvon corrompe l'innocente giovane sposa Calantha (la stessa Caroline Lamb, autoritratta nel romanzo) e la trascina in una relazione che conduce alla loro reciproca rovina e morte. L'immagine di suo marito,  l'Onorevole William Lamb, visconte di Melbourne, chiamato Lord Avondale nel libro, è abbastanza favorevole, anche se è ritenuto in parte responsabile delle disgrazie di Calantha. Il suo biografo, Edward Christian David Gascoyne-Cecil, osserva che il libro trasmette il messaggio che i problemi di Calantha siano tutti colpa degli altri.